# Evgenij Vladimirovič Alekseev
Evgenij Vladimirovič Alekseev (in russo Евгений Владимирович Алексеев?; Puškin, 28 novembre 1985) è uno scacchista russo, Grande Maestro.
Ha ottenuto il titolo di Maestro Internazionale nel 2000 e il titolo di Grande maestro nel 2002 all'età di 17 anni.

Ha raggiunto il punteggio Elo più alto in settembre 2009, con 2.725 punti, 19º al mondo e 6º tra i giocatori russi.
È stato per due volte campione giovanile russo .

## Principali risultati
- 2002 : vince l'open Hoogovens di Wijk aan Zee.
- 2004 : vince l'open di Ginevra.
- 2006 : in dicembre vince il 59º campionato russo all'età di 21 anni e 17 giorni, battendo allo spareggio Dmitrij Jakovenko 1,5-0,5
- 2007 : vince il prestigioso open Aeroflot di Mosca, davanti a 74 GM;
vince con la squadra russa il campionato europeo a squadre per nazioni;
2º-4º con Anand e Lékó nel torneo Dortmund Sparkassen, dietro a Vladimir Kramnik.
- 2008 : vince il torneo di Biel, dopo aver battuto nello spareggio Leinier Domínguez.
- 2013 : primo a pari merito con altri 9 giocatori al Campionato europeo individuale di scacchi, superato per spareggio tecnico solo dal vincitore Oleksandr Moïsejenko.[2]
- 2017 : vince a San Pietroburgo il Memorial V.Korčnoj .[3]